# Joanna Angel

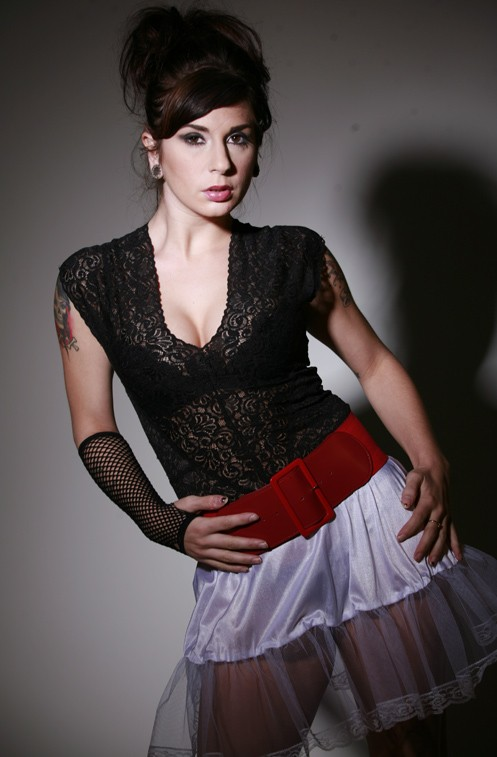
Joanna Angel

Joanna Angel (New York, 25 december 1980) is een Amerikaanse pornoactrice en schrijfster en producent van pornofilms.

## Leven
Angel heeft een Bachelor of Arts in Engelse literatuur gehaald aan de Rutgers-universiteit, met een minor in Film Studies. Na haar studie heeft ze de pornowebsite Burning Angel opgestart en danste 's avonds als stripper. Angel begon draaiboeken te schrijven en te produceren waarbij Burning Angel de producent is.
Ze had enige jaren een relatie met pornoacteur James Deen.

## Onderscheidingen
- 2006: AVN Award - Most Outrageous Sex Scene (in Re-Penetrator)
- 2008: XRCO Award - Best On-Screen Chemistry (samen met James Deen)
- 2009: XRCO Award - Best On-Screen Chemistry (samen met James Deen)
- 2011: AVN Award - Best Porn Star Website
- 2011: AVN Award - Best Solo Sex Scene - Rebel Girl
- 2011: XRCO Award - Mainstream Adult Media Forite

## Films (selectie)
- 2wice As Nice (2005)
- BurningAngel.com - The Movie
- Fuck Dolls 7 (2005)
- Gothsend 4 (2005)
- House of Ass (2005)
- Intimate Strangers (2005)
- Joanna's Angels (2005)
- Joanna's Angels 2: Alt Throttle (2005)
- Kill Girl Kill 3 (2005)
- Neu Wave Hookers (2005), remake van New Wave Hookers
- Re-Penetrator (2005)
- Young Ripe Mellons 8 (2005)
- Young Sluts, Inc 19 (2005)
- The XXXorcist (2006)
- Ass Angels 5 (2006)
- Cum On My Tattoo (2006)
- Lewd Conduct 27 (2006)
- Mouth 2 Mouth 6 (2006)
- Virgin Territory (2006)
- Not Another Porn Movie (2007)
- XOXO Joanna Angel (2008)
- Scrubs: A XXX Parody (2009)
- LA Pink: A XXX Porn Parody (2009)
- The Joanna Angel Magical Threesome Adventure Experience (2009)
- It's Big, It's Black, It's Inside Joanna (2009)
- Joanna Angel Breaks 'Em in (2010)
- Superstar Showdown 1: Tori Black vs. Alexis Texas (2010)
- Superstar Showdown 2: Asa Akira vs. Kristina Rose (2010)
- Joanna Angel and James Deen's Summer Vacation (2010)
- Superstar Showdown 5: Lisa Ann vs. Francesca Lé (2011)
- Breath of Hate (2011) - reguliere film
- Joanna Angel: Ass-Fucked (2011)
- Joanna Angel's Cumtastic Cookout (2011)
- Fuckenstein (2012)
- Evil Head (2012)
- Scrapper (2013) - reguliere film
- Joanna Angel: Orgasm Addict (2013)
- The Walking Dead: A Hardcore Parody (2013)
- Joanna Angel Gangbang (2014)
- How the Grinch Gaped Christmas (2014)
- Joanna Angel's Pool Party (2015)
- Joanna Angel's Making the Band (2015)
- A Very Adult Wednesday Addams (2015)
- The Last House (2015) - reguliere film
- Cindy: Queen of Hell (2016)
- Streets of Vengeance (2016)
- Jews Love Black Cock (2018)
- Joanna Angel Gangbang: As Above So Below (2018)
- I Know Who You Fucked Last Halloween (2018)
- Squirt for Me Vol. 5 (2018)
- Lesbian Anal Strap-On Vol. 2 (2018)
- Love Song (2019)
- Joanna Angel Is A Dirty, Slutty Anal Whore (2019)
- Dysfunctional Marriage (2019)
- Lesbian RockStars (2019)
- Three Cheers for Satan (2019)
- Evil Tiki Babes (2020)
- Brides of Satan (2020) - reguliere film
- Power Play (2021)

## Publicaties
- Asa Akira (red.) - Asarotica, (2017), Cleis Press (bijdrage)
- Night Shift: A Choose-Your-Own Erotic Fantasy #1 (2018), Cleis Press
- Club 42: A Choose-Your-Own Erotic Fantasy #2 (2021), Cleis Press